# Diepzeehengelvissen
Diepzeehengelvissen (Ceratioidea) (ook weleens lantaarnhengelvissen genoemd) zijn een superfamilie uit de orde van de zeeduivels (Lophiiformes). Deze vissen leven in de diepzee op een diepte tussen 300 en 4000 meter.
De diepzeehengelvissen zijn gekenmerkt door een hengelachtig lichtgevend orgaan op hun kop en door hun sterk seksueel dimorfisme.

## Kenmerken
Een typisch en bekend voorbeeld van deze vissen is 'Johnson's anglerfish' of 'Humpback blackdevil' (Melanocetus johnsonii) uit Australië.
Het vrouwtje van sommige soorten van de diepzeehengelvis draagt op haar kop een lange lichtgevende hengel (met lichtgevende bacteriën) die prooien aantrekt. Als een prooi haar nadert gaat dit 'lampje' dichter naar haar bek. Als de prooi weer dichterbij komt laat de lantaarnhengelvis haar kaak openvallen, en zet ze de kieuwdeksels uit, waardoor ze het water dat zich voor haar bek bevindt, inclusief de prooi, naar binnen zuigt. De bek van een hengelvis kan de gehele breedte van de vis beslaan, en is bezet met scherpe naar binnen gerichte tanden. Doordat het lijf van de hengelvis extreem flexibel is, kan ze prooien van twee keer haar eigen grootte opslokken.

## Voortplanting
Doordat diepzeehengelvissen elkaar slechts zelden tegenkomen is ook de kans op het vinden van een partner voor de voortplanting klein. Daarom is een bijzondere manier van voortplanting geëvolueerd. Een mannetje is ongeveer tien keer zo klein als een vrouwtje, maar beschikt over een uitstekend reukvermogen. Hij brengt het eerste deel van zijn leven in duisternis door, rondzwemmend op zoek naar de geur van een vrouwtje. Als het mannetje eenmaal volwassen is, bijt hij zich vast in de buik van een vrouwtje dat hij heeft kunnen vinden. Dan scheidt het mannetje een enzym af, waardoor de huid van het vrouwtje en zijn eigen huid versmelten. Na verloop van tijd vergroeien beide vissen, totdat ze uiteindelijk dezelfde bloedsomloop en organen delen. Het mannetje dient dan alleen nog maar om sperma te produceren en zo het vrouwtje te bevruchten. Het mannetje blijft tot aan de dood van het vrouwtje aan haar vastzitten; hij zal dan uiteindelijk zelf ook sterven, omdat hij geen voedingsstoffen meer krijgt. Doordat het mannetje direct vergroeid is met het vrouwtje kan het vrouwtje eitjes leggen wanneer ze maar wil.

## Taxonomie
De Ceratioidea worden onderverdeeld in 11 families, met in totaal een 150-tal soorten.
- Superfamilie: Ceratioidea
  - Familie: Caulophrynidae
    - Geslachten: Caulophryne  - Robia

  - Familie: Centrophrynidae
    - Geslacht: Centrophryne

  - Familie: Ceratiidae
    - Geslacht: Ceratias  - Cryptopsaras

  - Familie: Diceratiidae
    - Geslachten: Bufoceratias  - Diceratias

  - Familie: Gigantactinidae
    - Geslachten: Gigantactis  - Rhynchactis

  - Familie: Himantolophidae
    - Geslacht: Himantolophus

  - Familie: Linophrynidae
    - Geslachten: Acentrophryne  - Borophryne  - Linophryne  - Photocorynus

  - Familie: Melanocetidae
    - Geslacht: Melanocetus

  - Familie: Neoceratiidae
    - Geslacht: Neoceratias

  - Familie: Oneirodidae
    - Geslachten: Bertella  - Chaenophryne  - Chirophryne - Ctenochirichthys - Danaphryne - Dolopichthys - Leptacanthichthys - Lophodolos - Microlophichthys - Oneirodes - Pentherichthys - Phyllorhinichthys - Pietschichthys - Puck - Spiniphryne - Tyrannophryne

  - Familie: Thaumatichthyidae
    - Geslachten: Lasiognathus  - Thaumatichthys